# Самотния вълк
„Самотния вълк“ (на английски: Lone Wolf) е поредица от книги-игри, състояща се от 31 заглавия, създадена от Джо Дивър. Първоначално книги от 1 до 8 са илюстрирани от Гари Чолк. Дивър е автор на първите 29 книги от серията до смъртта си, след което синът му Бен Дивър заедно с френския автор Винсент Лазари не продължават серията. Първата книга от поредицата излиза през юли 1984 година и продава повече от 12 милиона копия по света.
Фабулата се развива в измисления свят Магнамунд (Magnamund), където силите на доброто и злото си дават битка. Главният протагонист е Самотния вълк, последен от своята каста бойци монаси, известни като господарите на Кай, макар в по-сетнешните книги фокусът да се прехвърля върху един от учениците на главния герой. Поредицата книги е написана във второ лице и преразказва приключенията на Самотния вълк така, сякаш читателят е главния герой.
В света на Самотния вълк в различни периоди от време се разработват филми, компютърни игри и настолни игри с различен успех сред съответната аудитория.
В България поредицата за Самотния вълк е започната от издателство „Хермес“ през 1999 година, когато излизат първите 4 книги от поредицата за Кай: „Полет от мрака“, „Пламък над водата“, „Бездната на обречените“ и „Пещерите на Калте“, а последната пета книга „Сянка върху пясъка“ излиза през 2018 година като фенско издание. Последвани са от фенски издания на поредиците „Света на Самотния вълк“ („Магьосникът Сива звезда“, „Забраненият град“, „Отвъд кошмарната порта“, „Войната на маговете“) и „Магнакай“ („Царствата на терора“, „Замъкът на смъртта“, „Джунглата на ужасите“, „Котелът на страха“).